# Turbina a vapor
Turbina a vapor
Turbina a vapor é uma máquina térmica que aproveita a energia térmica do vapor sob pressão, gerado por uma caldeira, convertendo-a em trabalho mecânico útil através de uma transformação de dilatação térmica. Por exemplo, quando a turbina é acoplada a um gerador, obtém-se a transformação da energia mecânica em energia elétrica.

## Informações gerais
A turbina a vapor, graças à maior eficiência térmica e à melhor relação peso-potência, substituiu completamente o motor a vapor, que foi um motor alternativo inventado por Thomas Newcomen e depois melhorado significativamente por James Watt. Do ponto de vista termodinâmico, a eficiência máxima ocorre quando a expansão a vapor é um processo ideal (transformação reversível) no qual a pressão do vapor diminui, tornando-se trabalho mecânico, em um número infinito de etapas. A máquina alternativa de Watt era de estágio único e os refinamentos subsequentes usavam no máximo dois ou três estágios (expansão dupla e tripla). Em vez disso, as modernas turbinas a vapor alcançam alta eficiência térmica graças à presença de um maior número de estágios em série.
As turbinas a vapor são caras e exigem processos de fabricação avançados e materiais de alta qualidade. Além disso, têm alta eficiência ao operar a velocidades de milhares de RPM, portanto, se a carga for girar em velocidades menores, é necessária uma caixa de câmbio. Se a potência instalada for alta, no entanto, os altos custos de investimento são compensados pelo fato de que a turbina a vapor consome menos combustível, requer menos manutenção e é menor em tamanho em comparação com um motor alternativo de igual potência. 
As turbinas a vapor podem ser usadas na geração de eletricidade, acopladas a geradores, muitas vezes sem a necessidade de caixas de engrenagens. Neste caso, eles operam em regimes ideais, pois os geradores têm que girar a uma velocidade constante (3 000 RPM para redes de 50 Hz e 3 600 RPM para redes de 60 Hz - em alguns casos, especialmente em usinas nucleares, usam-se geradores de 4 polos que giram na metade da velocidade). Além disso, a turbina a vapor, sendo uma máquina rotativa, é vantajosa como motor de um gerador elétrico, uma vez que não requer nenhum membro mecânico que transforme o movimento alternativo em rotativo.
Outro campo típico de aplicação para turbinas a vapor é em instalações como de refinarias, fábricas de papel, usinas de dessalinização e outras usinas onde altos níveis de vapor de processo são necessários. A usina pode ser projetada de forma a utilizar a turbina a vapor para obter uma sinergia entre as produções de vapor e energia elétrica ou trabalho mecânico. 
Finalmente, as turbinas a vapor são usadas em propulsão naval, onde as dimensões limitadas são uma vantagem. Locomotivas com turbinas a vapor também foram construídas mas, por dificuldades técnicas nunca totalmente solucionadas, sua difusão foi muito limitada.

## História
O primeiro motor a vapor da história era pouco mais que um brinquedo: a Eolípila, inventada no século I no Egito romano por Heron de Alexandria. Outro dispositivo, ancestral da turbina a vapor, foi criado pelo italiano Giovanni Branca em 1629. A moderna turbina a vapor foi inventada pelo anglo-irlandês, Charles Algernon Parsons, em 1884. Seu primeiro modelo foi acoplado a um dínamo que produziu 7,5 kW de eletricidade. A invenção da turbina Parsons possibilitou a geração de eletricidade barata e abundante, revolucionou o transporte marítimo e a guerra naval. Logo após o estadunidense  George Westinghouse obteve uma licença e projetou uma turbina maior similar. Posteriormente, outras variantes de design foram desenvolvidas para tornar a turbina a vapor mais acessível.
Uma inovação importante foi dada pela turbina de Laval, inventada por Gustaf de Laval e baseada em tubeiras que aceleram o vapor (a velocidades supersônicas) antes que ele entre na seção de lâminas. Essa aceleração ocorre com base no princípio de Bernoulli, que afirma que a velocidade de um fluido pode ser aumentada à custa de sua pressão. Isto levou a uma solução de projeto simples e barata que, comparada às turbinas anteriores, permitiu uma maior exploração da energia do vapor, aumentando sua eficiência e potência. Até mesmo a turbina Parsons provou ser fácil de redesenhar em maior escala. Durante a vida de Parsons, a potência de uma unidade foi aumentada em 10 000 vezes.

## Classificação
O tamanho das turbinas a vapor varia de unidades muito pequenas (a potência mínima é de cerca de 1 kW) a turbinas de grande porte que produzem até 1 650 MW. Normalmente, as turbinas de potência mais limitadas são usadas como motores para operar máquinas, como bombas ou compressores, enquanto as turbinas maiores são usadas na geração de eletricidade. Modernas turbinas a vapor são classificadas de acordo com diferentes critérios.

### Condições de vapor para admissão e descarga
De acordo com este tipo de classificação, as turbinas podem ser condensação, contrapressão, reaquecimento, extração.
Turbinas de contrapressão são amplamente utilizadas em aplicações de processo. A pressão de descarga é geralmente controlada por uma válvula de ajuste para atender às necessidades do processo. Elas são encontrados em refinarias, fábricas de papel, usinas de dessalinização e outras plantas onde são necessárias grandes quantidades de vapor no processo.
As turbinas de condensação são usadas em usinas termelétricas. Estas turbinas, graças à presença de um condensador a jusante, descarrega o vapor a uma pressão consideravelmente menor do que a pressão atmosférica. Normalmente, o vapor de escape está acima de 90%. Isso aumenta a diferença de entalpia entre admissão e alta e, portanto, em condições de admissão iguais, a potência disponível. O título deve necessariamente permanecer alto, pois a presença de gotículas de água presentes no vapor saturado, que possuem alta energia cinética, pode levar a danos às lâminas. Para evitar isso, o superaquecimento é usado, o que permite que a turbina opere com um maior salto de entalpia e com o vapor permaneça acima do limite de 90% de saturação.
Além disso, as turbinas superaquecidas são usadas quase exclusivamente em usinas termoelétricas. Nestas turbinas, o vapor que sai da seção de alta pressão é retornado para a caldeira, onde é novamente levado para as condições de superaquecimento. O vapor então retorna para a seção de média pressão, onde a expansão continua. Também é possível mais que um reaquecimento.
As turbinas de extração são caracterizadas por derramamentos de vapor de um ou mais estágios da turbina. Em plantas industriais, o vapor aproveitado é usado de acordo com os requisitos do processo. Nas usinas termoelétricas, ela é usada para pré-aquecer a água que entra na caldeira, a fim de melhorar a eficiência térmica geral do ciclo. O caudal dos derrames pode ser controlado por válvulas. 

### Arranjo de corpos ou árvores
Nas usinas termoelétricas existem configurações de corpo único, "composto em tandem" e "composto cruzado".
As unidades de corpo único são as mais simples. A energia é fornecida por um único eixo acoplado a um gerador elétrico.
A configuração "tandem composto" consiste em dois ou mais corpos separados, cujos eixos formam uma linha de eixo único e são mecanicamente acoplados entre si, operando um único gerador.
Além disso, a configuração "composto cruzado" consiste em dois ou mais corpos separados, mas os eixos não formam uma única linha de eixo e geralmente operam em velocidades diferentes, acoplados a mais de um gerador. Essa configuração é normalmente aplicada em usinas termoelétricas ou nucleares de alto nível. 

## Princípio de funcionamento
No caso ideal, a expansão do vapor no interior da turbina é isentrópica , isto é, ocorre em entropia constante desde a admissão até a descarga. O caso ideal é puramente teórico porque pode ocorrer apenas na ausência total de perdas (devido a atrito, turbulência, etc.). Devido a essas perdas, que ocorrem em qualquer processo termodinâmico real, a entropia de vapor aumenta durante a expansão da turbina. A expansão isentrópica é, portanto, tomada como uma comparação para determinar a eficiência isentrópica de uma turbina real. Esse parâmetro, dependendo do tipo de aplicação e tamanho da turbina, pode variar de 20% a 90%.
A equação geral das turbomáquinas foi descoberta por Leonhard Euler. A forma para o trabalho por unidade de massa que passa pelo rotor das turbomáquinas de motor axial é:
{\displaystyle L=u[c_{1}\cos(\alpha _{1})-c_{2}\cos(\alpha _{2})]\,}
Onde você {\displaystyle U} é conhecida como velocidade periférica e é a velocidade linear do rotor, {\displaystyle C_{1}} e {\displaystyle C_{2}} são as velocidades absolutas do fluido de trabalho antes e depois de passar pelo rotor. Respectivamente, {\displaystyle \alpha _{1}} e {\displaystyle \alpha _{2}} são os ângulos entre as velocidades absoluta e periférica antes e depois de passar pelo rotor. Se introduzirmos o conceito de velocidade relativa {\displaystyle {\vec {W}}}, que é a velocidade do fluido em relação ao rotor, e definimos o ângulo β como o que existe entre a velocidade periférica e {\displaystyle {\vec {W}}}, podemos reescrever a equação anterior, por propriedades do triângulo como:
{\displaystyle L={\frac {{c_{1}}^{2}-{c_{2}}^{2}}{2}}+{\frac {{w_{2}}^{2}-{w_{1}}^{2}}{2}}}
Escreve-se a primeira lei da termodinâmica para um balanço de energia do fluido de trabalho em sua passagem pelo rotor, assumindo que é um processo adiabático:
{\displaystyle L=\Delta h+{\frac {{c_{1}}^{2}}{2}}-{\frac {{c_{2}}^{2}}{2}}}
Lembrando que considera-se que {\displaystyle L} é definido positivo.
{\displaystyle {\frac {{c_{1}}^{2}-{c_{2}}^{2}}{2}}+{\frac {{w_{2}}^{2}-{w_{1}}^{2}}{2}}=\Delta h+{\frac {{c_{1}}^{2}}{2}}-{\frac {{c_{2}}^{2}}{2}}}
Assim encontra-se que a mudança entálpica é igual à mudança dos quadrados da velocidade relativa:
{\displaystyle \Delta h={\frac {{w_{2}}^{2}-{w_{1}}^{2}}{2}}}

### Estágios da turbina a vapor
O vapor se expande na turbina por várias etapas sucessivas. Essa medida serve para melhorar a eficiência geral da turbina. Cada estágio consiste de dois conjuntos de lâminas: as do estator (ou bicos) são fixas e integrais com o revestimento da turbina, enquanto as do rotor são móveis e integram o eixo. Como um todo, as partes fixas em contato com o vapor são chamadas de "estator", enquanto o todo constituído pelo eixo e as partes integrantes dele é chamado de "rotor". Os estágios são caracterizados pela maneira como o vapor dá sua energia à árvore e, de acordo com isso, são definidos como "ação" ou "reação". Tipicamente, para otimizar não apenas o desempenho, mas também os custos, em uma única turbina a vapor ocorrem as etapas de ação e reação.

#### Estágios de ação
Um estágio de ação consiste em palhetas  fixas que fazem com que o vapor se expanda, criando jatos de alta velocidade e energia cinética, com uma direção fortemente inclinada em relação ao eixo da máquina. Quando os jatos passam pelas lâminas do rotor, ele varia fortemente sua direção graças ao perfil côncavo especial, e o vapor dá parte de sua energia cinética na forma de trabalho mecânico de rotação do eixo. A queda de pressão ocorre quase inteiramente nas palhetas fixas, enquanto é quase zero entre a montante e a jusante da palheta móvel.

#### Estágios de reação
Em um estágio de reação, não apenas as lâminas do estator, mas também as lâminas do rotor, têm um perfil tal que constitui uma tubeira convergente em cada folga. Portanto, o fluxo de vapor aumenta sua velocidade em relação às lâminas, não apenas no estator, mas também no rotor. O salto de pressão é menos abrupto do que o estágio de ação e é dividido entre o estator e o rotor.
Os estágios reativos, comparados aos de ação, têm a vantagem de uma maior eficiência, mas, para funcionar adequadamente, podem suportar menores quedas de pressão. Por essa razão, com o mesmo salto de pressão, uma turbina totalmente a jato precisa de um número maior de etapas. Além disso, como a diminuição da pressão é mais gradual, a caixa deve ser capaz de suportar pressões mais altas. Por estas razões, as turbinas a jato são mais caras.
Normalmente, as grandes turbinas a vapor consistem em estágios de ação nas seções de alta pressão, seguidas pelos estágios de reação nas seções subsequentes. Esta solução de projeto atinge um compromisso entre os requisitos de eficiência e custo, pois poucos estágios de ação reduzem de repente a pressão, limitando as dimensões e as características estruturais dos estágios a jusante.

### Operação e manutenção
Em condições de turbinas estacionárias, normalmente é utilizado um virador, um dispositivo que faz a máquina girar lentamente, em torno de 200-300 RPM, a fim de evitar (especialmente quando está parado e está em alta temperatura) deformações do eixo, o virador desaciona quando a turbina é "armada" e começa a girar. A primeira fase inicial da turbina é chamada de "taxiamento"; nessa condição, as válvulas de controle da turbina são levemente abertas para aumentar as rotações da turbina, de acordo com as especificações de velocidade e temperatura estabelecidas pelo fabricante da mesma máquina. Este procedimento permite um aquecimento gradual e uniforme da máquina. Então as válvulas são abertas (gradualmente) e o vapor alimentado com vazões maiores aumenta a velocidade da máquina até a nominal.
A tecnologia das turbinas a vapor é agora considerada madura e as falhas são bastante raras. Os requisitos para a manutenção de turbinas a vapor são, portanto, bastante limitados. A presença acidental e excessiva de água no vapor provoca a corrosão precoce das lâminas, devido ao impacto em alta velocidade. Isso pode causar desbalanceamento e, portanto, vibrações excessivas do rotor, que também podem ter consequências nos rolamentos axiais. O problema pode ser reduzido usando água destilada no vapor que, isenta de sais, limita consideravelmente os danos às lâminas. Como a água destilada é um "líquido precioso", é comum usar um trocador de calor mais comumente chamado de condensador: ao descarregar a uma pressão próxima de zero, a saturação de vapor nos estágios de baixa pressão é evitada com a aparência relativa de gotículas de água "disparando" de um estágio a outro para a alta velocidade assumida pelo fluido entre as lâminas. Isto tem a tarefa de devolver o vapor ao estado líquido através da transferência de calor. Outro requisito comum é o uso de materiais de preenchimento nos perfis de entrada das lâminas, especialmente no caso de turbinas de condensação (exaustão conectada a um condensador) ou, em outros casos, de tratamentos térmicos particulares para aumentar suas características de dureza. 

### Ajuste e controle da turbina a vapor
A presença de um sistema de controle de turbinas é essencial, pois garante que as sequências previstas em qualquer regime de transição sejam seguidas sem a possibilidade de erros ou esforço excessivo. Isso protege contra os efeitos de manobras incorretas, que podem causar danos à máquina e até mesmo situações perigosas. Além disso, o sistema de controle, quando totalmente operacional, é responsável por regular a velocidade e a potência e monitorar os parâmetros operacionais da turbina. Em caso de anomalias, o sistema de controle é programado para fornecer sinais de alarme ao operador e tentar trazer automaticamente a máquina de volta às condições de controle ou pará-la em caso de emergência.